# 心連·情結
《心連·情結》（又译作恋爱随意链接）（日语：ココロコネクト）是日本的輕小說系列作品，作者為庵田定夏，插畫是白身魚。為第11屆Entame大獎小說部門特別賞的得主作品。最初參賽時作品名為《人心相连、前往何方》（日语：ヒトツナガリテ、ドコへユク）。

## 故事簡介
在私立山星高校文化研究部內，因「風船葛」策劃連續發生各種不可能發生的不思議現象，從而令主人公八重樫太一與永瀨伊織、稻葉姬子、桐山唯、青木義文的友情成長……

## 登場人物

### 文化研究部
八重樫太一（聲：水島大宙）
一年三班學生，二年級時就讀二年二班。文研部部員。第一人稱。
身高只比平均稍微高一点，愛自我犧牲。極度深愛著職業摔角。在開設文研部前打算加入「職業摔角研究會」，但因人數不足而失敗。
喜歡稻葉，在小說第一卷誤以為伊織即將死亡時，向伊織告白。而伊織也向太一告白，並且與太一接吻（藉由稻葉的身體）。在小说第四卷結末与稻葉交往。
有一名國小五年級的妹妹，與妹妹的感情還不錯。
永瀨伊織（聲：豐崎愛生）
一年三班學生， 二年級時就讀二年二班。文研部部長。第一人稱。
頭髮稍微及肩，束成低馬尾（二年級後開始把頭髮放下來），右臉下方有一顆痣，笑起來猶如春天來臨一般，然而同樣也有冰冷的一面。在開設文研部前因無法在眾多社團中選擇而在申請表寫上「交给老師决定♥」，抱著這種破天荒的態度希望老師替其選擇。結果在各種偶然跟條件重疊後成為文研部的一員。習慣稱稻葉姬子為「稻葉兒」，在稻葉姬子和八重樫太一交往之後則稱她為「嬌葉」。
稻葉姬子（聲：澤城美雪）
一年三班學生，二年級時就讀二年四班。文研部副部長。第一人稱。
留著黑色中長直髮的女生，做事一絲不苟，個性尖銳而又冷漠，是因為自己沒有辦法信任他人，興趣是收集情報並加以分析。在開設文研部前是打算進入「電腦社」，但因與社長性格不合而發生嚴重冲突而取回入社申請表，並打算復興「情報處理部」，可惜因人數不足而失敗。
喜歡太一，在伊織的鼓勵下坦然面對自己的心情，於小說第二卷向太一告白，並且在告白後親吻太一。小说第四卷結尾与太一开始交往。
有一名大學生的哥哥。
桐山唯（聲：金元壽子）
一年一班學生，二年級時就讀二年二班。文研部部員。第一人稱。
身材嬌小，只有150CM多點，天生髮色是明亮栗子色，帶滋潤光澤的長髮，平時有在鍛煉身體，身軀柔軟且結實，給人活潑的印象，但其實患有嚴重的男性恐懼症。國中時代為止一直埋頭於空手道，過去在「女子全接觸空手道」中以壓倒性的强悍而聞名，被稱為「神童」。進入高中後開始關注可愛的東西，在開設文研部前是打算進入「Fancy社」，但因人數不足而失敗。
雖然在一開始婉拒了青木的告白，但是在小說第二卷中因為青木的鼓勵，以及青木真摯的告白，似乎漸漸地願意接受青木。於小說第六卷接受青木的告白，並和青木成為情侶。
有一名妹妹，姐妹感情不錯。
青木義文（聲：寺島拓篤）
一年一班學生，二年級時就讀二年四班。文研部部員。第一人稱。
有著稍微燙卷過且偏長的頭髮，身材高瘦，170cm以上，總是露出討人喜歡的笑容，給人一種懶散而輕浮的印象。喜歡桐山唯，第一集時向她告白，卻被委婉拒絕。因聽聞類似是都市傳說的消息—山星高中設有「玩樂社」及「即使列表上未列出設社，但只要寫上社名就能加入」這種消息，而覺得「感覺很有趣」而加入，但因連過去都沒此社而被當成申请新設社團，然而理所當然地凑不到人而失敗。其後因各種巧合而加入文研部。於小說第六卷末和唯開始交往。
宇和千尋（聲：豐永利行）
文研部新成員，小说第4.5卷时登场。太一等人的後輩，一年二班學生。
圓城寺紫乃（聲：東山奈央）
文研部新成員，小说第4.5卷时登场。太一等人的後輩，一年二班學生。

### 私立山星高校
藤島麻衣子（聲：伊藤靜）
一年三班學生，二年級時就讀二年二班。與瀨戶內一同競選班長位置，敗給瀨戶內失去班長位置。學生會執行部成員。太一、伊織、姬子的同班同學，班上的班長。喜歡伊織，因此將太一當成勁敵。
本身就有著強大的領袖魅力，在小說第二卷中，藤島的領袖魅力變得更上一層樓，甚至在不知不覺中在同年級間有了「戀愛專家」的稱號，稱自己為「愛的傳教士」。而據本人稱，是因為太一等人開發了自己本身的潛能。
後藤龍善（聲：藤原啟治）
一年三班班導， 二年級時擔任二年二班班導。物理老師，文研部顧問兼創設者。通稱『阿後』。25歲左右。個性隨便而懶散，做事敷衍，不受常識所束缚，但實際上是有點脫線。貫徹著對待學生如朋友一樣的作風，在學生之間頗受歡迎。
〈風船葛〉現身時，大部分時候附身在阿後上（也曾經附身在永瀨伊織身上）。
渡瀨伸吾（聲：小野友樹）
一年三班學生，二年級時就讀二年二班。足球社社員。
栗原雪菜（聲：石原夏織）
一年三班學生，二年級時就讀二年二班。唯的好友。田徑社社員。
瀨戶內薰（聲：上坂堇）
一年三班學生，二年級時就讀二年二班，與藤島一同競選班長位置，成功成為班長。義工社社員。班上的不良少女，其實本性乖巧，因為之前喜歡的人是不良少年，而因此染髮並裝出不良少女的形象，喜歡城山翔斗，對於拒絕其告白的伊織感到相當憤怒，並與伊織起衝突。在向伊織道歉並和解後，將頭髮染黑並剪短，並和伊織成為朋友。
中山真理子（聲：赤崎千夏）
一年三班學生，二年級時就讀二年二班。書法社社員。髮型是雙馬尾，伊織的好友。
城山翔斗（聲：市來光弘）
一年三班學生，爵士樂團社社員。
大澤美咲（聲：井口裕香（遊戲））
一年三班學生。田徑社社員。國中以前都是就讀女校，很受同性歡迎。在一年級的十月向桐山表白，在約會後，桐山因為認清自己還沒有辨法接受大澤的心意而拒絕交往。其後成為感情不錯的朋友。
平田涼子
一年一班班導。個性隨便而帶點天真，愛凑熱鬧，是個身材不賴的美女。
山田桃花
保健室的護理老師。30歲，曾離過一次婚。

### 其他角色
八重樫莉奈（聲：大龜明日香）
太一的妹妹，比太一小五歲。
桐山杏（聲：佐倉綾音）
唯的妹妹，比唯小兩歲。
永瀨玲佳（聲：田中敦子）
伊織的母親。
三橋千夏（聲：內田真禮）
唯的朋友，和唯在空手道上有很深的淵源。
西野菜菜（聲：戶松遙）
青木义文的初戀對象，外觀和唯有些相似，現居住在另一城市。

### 未知生命體
＜風船葛＞（Cardiospermum）
未知生命體。小說第一、二、四～六卷事件發生的幕後黑手。
＜第二號＞
未知生命體。小說第三卷事件發生的幕後黑手。

## 用語設定
私立山星高校
本作的舞台。校規寬鬆，但學生必須加入社團活動。校方的意圖是，學生能夠藉由致力於社團活動一事，減少變壞的機會，故把校規訂得較寬鬆，藉此培養學生的獨立自主性。
文化研究部
通稱文研部。部長為永瀨伊織、副部長為稻葉姬子（實際上是姬子作為代表）、顧問為後藤龍善。活動場所主要是社辦大樓4樓401號室。
『人格交換』
＜風船葛＞所引發的現象，在本作第一卷《五角青春》發生。發生對象是文化研究部五人。發生時，人與人的靈魂將在身體間互相交換，發生的人物、時間、地點都是隨機性而無規律。
『慾望解放』
＜風船葛＞所引發的現象，在本作第二卷《傷痕青春》發生。發生對象是文化研究部五人。發生時，人將控制不住自己的慾望，而衝動式的去實踐。發生的人物、時間、地點都是隨機性而無規律。
『時間逆行』
＜第二號＞所引發的現象，在本作第三卷《往昔青春》發生。發生對象是除八重樫太一之外的4個文研社社員。發生時，人將變成過去的自己，年齡不定，發生的人物及人數是隨機性無規律。發生的時間是中午12點到下午5點，但後來因太一將＜第二號＞的存在說出而變成連發生時間及人物也完全隨機。
『感情傳導』
＜風船葛＞所引發的現象，在本作第四卷《歧路青春》發生。發生對象是文化研究部五人。發生時，心中所想將會傳導到一或多人心中。發生的人物、時間、地點都是隨機性而無規律。發信方將會知道所想的內容被傳導給誰，收信方會知道是由誰發送的，但卻不會知道同時還有誰收到。
『幻想投影』
＜風船葛＞讓學弟宇和千尋（學妹圓城寺紫乃中途加入）引發的現象，在本作第五卷《虛偽青春》發生。發生對象是文化研究部的五位學長姊。在限制對象背後輕聲進行宣告，變成對方認識的另一人，施展對象無論怎麼看都是變身後的人，交談也會自動修改成這人會有的聲音和語氣，甚至連使用物品都一樣。原本只能變成太一等學長姐的樣子，之後變成只要是五人認識的人即可。後來造成太一與唯失憶，藉由與風船葛的交易恢復。
『透視夢境』
＜風船葛＞所引發的現象，在本作第六卷《夢想青春》發生，只有文研社的五位二年級生（太一、稻葉、伊織、青木、桐山）能用這種能力。透過這個能力，可隨機看到包括教師在內、文研社成員除外的所有山星高中成員的夢。夢是指在被看到的當下最強烈的願望。

## 出版書籍

### 輕小說
| 集數 | 日文副標題 | 中文副標題  | 中文副標題 | Enterbrain     | Enterbrain             | 尖端出版社     | 尖端出版社             | 天聞角川代理 湖南美術出版社出版 | 天聞角川代理 湖南美術出版社出版 |
| 集數 | 日文副標題 | 尖端出版    | 天聞角川   | 發售日期       | ISBN                   | 發售日期       | ISBN                   | 發售日期                        | ISBN                            |
| ---- | ---------- | ----------- | ---------- | -------------- | ---------------------- | -------------- | ---------------------- | ------------------------------- | ------------------------------- |
| 1    |            | 五角青春    | 人格随机   | 2010年1月30日  | ISBN 978-4-04-726290-4 | 2011年11月11日 | ISBN 978-957-10-4683-9 | 2012年8月20日                   | ISBN 978-7-5356-5520-2          |
| 2    |            | 傷痕青春    | 伤痕随机   | 2010年5月29日  | ISBN 978-4-04-726537-0 | 2012年3月9日   | ISBN 978-957-10-4825-3 | 2012年11月20日                  | ISBN 978-7-5356-5744-2          |
| 3    |            | 往昔青春    | 昔日随机   | 2010年9月30日  | ISBN 978-4-04-726775-6 | 2012年6月15日  | ISBN 978-957-10-4886-4 | 2013年2月25日                   | ISBN 978-7-5356-6007-7          |
| 4    |            | 歧路青春    | 心路随机   | 2011年1月29日  | ISBN 978-4-04-727030-5 | 2012年9月12日  | ISBN 978-957-10-5006-5 | 2013年6月5日                    | ISBN 978-7-5356-6230-9          |
| 4.5  |            | 間奏時光    | 流光剪影   | 2011年5月30日  | ISBN 978-4-04-727280-4 | 2013年1月16日  | ISBN 978-957-10-5118-5 | 2013年9月20日                   | ISBN 978-7-5356-6513-3          |
| 5    |            | 虛偽青春    |            | 2011年10月29日 | ISBN 978-4-04-727585-0 | 2013年5月18日  | ISBN 978-957-10-5232-8 |                                 |                                 |
| 6    |            | 夢想青春    |            | 2012年2月29日  | ISBN 978-4-04-727839-4 | 2013年10月18日 | ISBN 978-957-10-5378-3 |                                 |                                 |
| 6.5  |            | 躍動時光    |            | 2012年6月30日  | ISBN 978-4-04-728122-6 | 2014年3月13日  | ISBN 978-957-10-5530-5 |                                 |                                 |
| 7    |            | 明日青春 上 |            | 2012年9月29日  | ISBN 978-4-04-728350-3 | 2015年11月26日 | ISBN 978-957-10-6163-4 |                                 |                                 |
| 8    |            | 明日青春 下 |            | 2013年3月30日  | ISBN 978-4-04-728736-5 | 2017年3月9日   | ISBN 978-957-10-6577-9 |                                 |                                 |
| 8.5  |            |             |            | 2013年9月30日  | ISBN 978-4-04-729150-8 |                |                        |                                 |                                 |

FB Online發表作品
| 日文標題 | 中文翻譯                  | 掲載號                           | 故事發生時間點       | 備註                         |
| -------- | ------------------------- | -------------------------------- | -------------------- | ---------------------------- |
| 「」     | 獨家照片的正確使用方法    | 「FB Online 2010年2月號」發表    | 第1卷時間點前（9月） | 收錄於『心連·情結 間奏時光』 |
| 「」     | 桐山唯的初體驗            | 「FB Online 2010年6月號」發表    | 第1至2卷之間（10月） | 收錄於『心連·情結 間奏時光』 |
| 「」     | 稻葉姬子的孤軍奮戰        | 「FB Online 2010年8月號」發表    | 第2至3卷之間（11月） | 收錄於『心連·情結 間奏時光』 |
| 「」     | 心連·情結 First Encounter | 「FB Online 2011年4月號」發表    |                      | 收錄於『心連·情結 躍動時光』 |
| 「」     | 心連·情結 只有二人的友情  | 「FB Online 2011年11・12號」發表 |                      | 收錄於『心連·情結 躍動時光』 |

### 漫畫
在2010年10月22日開始於中連載。作畫是CUTEG。單行本全5卷。
| 集數 | Enterbrain     | Enterbrain             | 尖端出版       | 尖端出版             |
| 集數 | 發售日期       | ISBN                   | 發售日期       | EAN                  |
| ---- | -------------- | ---------------------- | -------------- | -------------------- |
| 1    | 2011年5月14日  | ISBN 978-4-04-727267-5 | 2012年1月13日  | EAN 471-7702-24586-3 |
| 2    | 2011年12月15日 | ISBN 978-4-04-727691-8 | 2012年6月1日   | EAN 471-7702-24791-1 |
| 3    | 2012年7月14日  | ISBN 978-4-04-728174-5 | 2012年12月19日 | EAN 471-7702-25270-0 |
| 4    | 2013年3月30日  | ISBN 978-4-04-728627-6 | 2013年8月8日   | EAN 471-7702-25653-1 |
| 5    | 2013年9月14日  | ISBN 978-4-04-729133-1 | 2014年1月21日  | EAN 471-7702-25953-2 |

## 廣播劇CD
為Fami通文庫廣播劇CD·FB CollectDrama系列。聲優與電視動畫相通。
- FB CollectDrama03《心連·情結 夏天與泳衣與暴風雨》（2011年2月16日[16]發售）
- FB CollectDrama04《心連·情結 春天與約會與躲妹》（2012年1月6日發售）
- 原作＆情節原案：庵田定夏
- 劇本：志茂文彦
- 封面插圖：白身魚
- 包裝設計：Aether Design Inc.
- 協力：金子逸人、Fami通文庫編集部

## 電視動畫
2012年7月7日開始播放，一共有17話。電視臺播放前13話，最後4話以劇場上映的形式播放，此後最終於AT-X上完整連續播放，動畫為小說的刪減版，且刪去了感情傳導後的所有篇章。原作中本沒有具體的舞臺設定爲了更具現實感以現實中的日本神奈川縣橫濱市都築區作為故事舞臺。

### 製作人員
- 原作：庵田定夏（Fami通文庫／Enterbrain刊）
- 角色原案：白身魚
- 總監督：大沼心
- 監督：川面真也
- 系列構成、劇本：志茂文彥
- 角色設計：赤井俊文
- 色彩設計：木幡美雪
- 美術監督：松浦隆弘
- 攝影監督：山田和弘
- 剪接：吉武將人
- 音響監督：龜山俊樹
- 音響制作：grooove
- 音樂：三澤康廣
- 音樂製作：STARCHILD Record
- 動畫製作：SILVER LINK.
- 製作：私立山星高校文研部

### 主題曲
片頭曲
「Paradigm」（電視版 五角青春、傷痕青春：第1～10話）
作詞：riya，作曲、編曲：菊地創，主唱：eufonius
「感情Signal」（藍光與DVD版 五角青春、傷痕青春：第1～10話）
作詞：堀下小百合，作曲、編曲：水谷廣實，歌：堀下小百合
「你的節奏」（往昔青春、歧路青春：第11～17話）
作詞：，作曲、編曲：水谷廣實，主唱：
TV版第11、14話未使用。
片尾曲
（五角青春：第1～5話）
作詞、作曲：nyanyanya，編曲：，主唱：featuring. 天乙准花
「Cry Out」（傷痕青春：第6～10話）
作詞、作曲：nyanyanya，編曲：，主唱：featuring. atsuko
「Salvage」（往昔青春：第11～13話）
作詞、作曲：nyanyanya，編曲：，主唱：featuring. 片霧烈火
「I scream Chocolatl」（歧路青春：第14～17話）
作詞：nyanyanya，作曲：sham，編曲：，主唱：featuring. Lia
插曲
「奶昔」（第17話）
作詞、主唱：堀下小百合，作曲、編曲：水谷廣實

### 各話列表
| 話數 | 日文標題 | 中文標題                       | 劇本     | 分鏡     | 演出     | 作畫監督                                                           | 總作畫監督                 |
| ---- | -------- | ------------------------------ | -------- | -------- | -------- | ------------------------------------------------------------------ | -------------------------- |
| #1   |          | 在察覺到時已經開始的故事       | 志茂文彥 | 川面真也 | 川面真也 | 野田惠、大島美和                                                   | -                          |
| #2   |          | 相當有趣的人們                 | 志茂文彥 | 細田直人 | 神保昌登 | 瀧原美樹、出野喜則、高橋克之 堤谷典子、氏家嘉宏                    | 渡邊亞彩美 野田惠          |
| #3   |          | jobber與low blow               | 志茂文彥 | 島津裕行 | 永岡智佳 | 松下郁子、井嶋けい子、木下勇喜                                     | 渡邊亞彩美 堤谷典子 野田惠 |
| #4   |          | 兩種想法                       | 志茂文彥 | 花札虎南 | 福多潤   | 佐藤麻里那、竹森由加                                               | 堤谷典子                   |
| #5   |          | 某個告白、然後死亡即將……       | 志茂文彥 | 二瓶勇一 | 神保昌登 | 本田龍雄、長谷川亨雄、門智昭                                       | -                          |
| #6   |          | 在察覺到時又開始的故事         | 志茂文彥 | 增田敏彥 | 玉村仁   | 佐佐木睦美、竹森由加、山吉一幸 出野喜則、服部憲知                  | -                          |
| #7   |          | 七零八落與分崩離析             | 志茂文彥 | 西田正義 | 平田豐   | 渡邊亞彩美                                                         | -                          |
| #8   |          | 然後誰都不會留下               | 志茂文彥 | 金崎貴臣 | 山口賴房 | 堤谷典子、本田辰雄、丸山修二 服部憲知、長谷川亨雄                  | -                          |
| #9   |          | 停不下來停不下來停不下來       | 志茂文彥 | 阿部記之 | 永岡智佳 | 、瀧本祥子、木下勇喜                                               | -                          |
| #10  |          | 將那化為言語                   | 志茂文彥 | 二瓶勇一 | 福多潤   | 服部憲知、本田辰雄 竹森由加、大島美和                              | -                          |
| #11  |          | 被提醒之後才發現已經開始的故事 | 志茂文彥 | 佐山聖子 | 玉村仁   | 寺尾憲治、山吉一幸、丸山修二 松浦里美、長谷川亨雄、出野喜則 高橋賢 | -                          |
| #12  |          | 下雪的街道                     | 志茂文彥 | 石黑恭平 | 平田豐   | 佐佐木睦美                                                         | -                          |
| #13  |          | 只要這五人在一起               | 志茂文彥 | 島津裕行 | 山口賴房 | 野田惠、山吉一幸、新井博慧 本田辰雄、服部憲知                      | -                          |
| #14  | [ 20 ]   | 逐漸崩壞的日子                 | 志茂文彥 | 山本秀世 | 玉村仁   | 佐藤麻里那、本田辰雄、山吉一幸                                     | -                          |
| #15  | [ 20 ]   | 什麼都沒看見 什麼都不了解      | 志茂文彥 | 黑川智之 | 永岡智佳 | 野田康行、瀧本祥子                                                 | -                          |
| #16  | [ 20 ]   | 覺悟與冰解                     | 志茂文彥 | 金崎貴臣 | 黑川智之 | 堤谷典子                                                           | -                          |
| #17  | [ 20 ]   | 心相連在一起                   | 志茂文彥 | 二瓶勇一 | 福多潤   | 山吉一幸、本田辰雄 竹森由加、新井博慧                              | -                          |

### 播放電視台
日本深夜動畫：下文記載的日本国内播放時間使用日本標準時間（UTC+9）表示。因為部分時間标识會採用30小时制，因此請留意这类超过24:00的时间，其實際播放時間為翌日清晨。
| 播放地區   | 播放電視台    | 播放日期                                                   | 播放時間（UTC+9）                                                           | 所屬聯播網 | 備註       |
| 第1－13話  | 第1－13話     | 第1－13話                                                  | 第1－13話                                                                   | 第1－13話  | 第1－13話  |
| ---------- | ------------- | ---------------------------------------------------------- | --------------------------------------------------------------------------- | ---------- | ---------- |
| 神奈川縣   | 神奈川電視台  | 2012年7月7日 - 9月29日                                     | 星期六 24時30分 - 25時00分                                                  | 獨立UHF局  |            |
| 東京都     | TOKYO MX      | 2012年7月7日 - 9月29日                                     | 星期六 25時00分 - 25時30分                                                  | 獨立UHF局  |            |
| 千葉縣     | 千葉電視台    | 2012年7月8日 - 9月30日                                     | 星期日 23時30分 - 24時00分                                                  | 獨立UHF局  |            |
| 埼玉縣     | 埼玉電視台    | 2012年7月8日 - 9月30日                                     | 星期日 25時30分 - 26時00分                                                  | 獨立UHF局  |            |
| 愛知縣     | 愛知電視台    | 2012年7月9日 - 10月1日                                     | 星期日 26時00分 - 26時30分                                                  | 東京電視網 |            |
| 近畿廣域圈 | 每日放送      | 2012年7月9日 - 10月1日                                     | 星期一 26時20分 - 26時50分                                                  | 日本新聞網 |            |
| 日本全國   | AT-X          | 2012年7月12日 - 10月4日                                    | （第1-12話）星期四 10時00分 - 10時30分 （第13話）星期四 22時00分 - 22時30分 | 衛星電視   | 有重播     |
| 日本全國   | BS11          | 2012年7月13日 - 10月5日                                    | 星期五 23時30分 - 24時00分                                                  | 衛星電視   | ANIME+節目 |
| 日本全國   | 萬代頻道      | 2012年7月14日 - 10月6日                                    | 星期六 24時00分 更新                                                        | 網絡電視   |            |
| 日本全國   | Video Market  | 2012年7月14日 - 10月6日                                    | 星期六 24時30分 更新                                                        | 網絡電視   |            |
| 日本全國   | NICONICO LIVE | 2012年7月14日 - 10月6日                                    | 星期六 24時30分 - 25時00分                                                  | 網絡電視   |            |
| 日本全國   | NICONICO頻道  | 2012年7月14日 - 10月6日                                    | 星期六 25時00分 更新                                                        | 網絡電視   |            |
| 日本全國   | ShowTime      | 2012年7月17日（第1話） 2012年7月23日 - 10月9日（第2-13話） | 星期二 12時00分 配信（第1話） 星期一 12時00分 更新（第2話開始）             | 網絡電視   |            |
| 第14－17話 |               |                                                            |                                                                             |            |            |
| 日本全國   | AT-X          | 2012年12月30日 - 2013年1月20日                             | 星期日 21時00分 - 23時00分                                                  | 衛星電視   | 有重播     |

### 藍光與DVD
| 集數 | 日文原名 | 中文譯名              | 日本           | 日本          | 日本 |
| 集數 | 日文原名 | 中文譯名              | 發售日期       | 收錄話數      |      |
| ---- | -------- | --------------------- | -------------- | ------------- | ---- |
| 1    |          | 心連·情結 五角青春 上 | 2012年10月24日 | 第01話-第02話 |      |
| 2    |          | 心連·情結 五角青春 下 | 2012年11月21日 | 第03話-第05話 |      |
| 3    |          | 心連·情結 傷痕青春 上 | 2012年12月26日 | 第06話-第07話 |      |
| 4    |          | 心連·情結 傷痕青春 下 | 2013年1月23日  | 第08話-第10話 |      |
| 5    |          | 心連·情結 往昔青春    | 2013年2月27日  | 第11話-第13話 |      |
| 6    |          | 心連·情結 歧路青春 上 | 2013年3月27日  | 第14話-第15話 |      |
| 7    |          | 心連·情結 歧路青春 下 | 2013年4月24日  | 第16話-第17話 |      |

### 風波
2012年8月下旬時，傳出整人企劃風波。導火線是在8月23日時，動畫歌手桃井晴子在Twitter閒聊自己夢想時，本作主題曲團體eufonius的作曲家菊地創在留言中揶揄她這種事情「不值一提」。雖然他後來很快就道歉，桃井也希望息事寧人，但網友們仍對此表不滿，部分激進者就開始對菊地創的不當發言展開人肉搜索才讓這次的事件曝光。
在2012年6月底時，心連製作群開始了一項在日本藝能界相當流行的整人企劃。他們通知了一些聲優前來為動畫原創角色試音，並宣稱試音的新角色會在先行上映會上發表，最後選上的是市來光弘。然而，在上映會當天，製作方却宣布市来是擔任「宣傳部長」，甚至就像是一般的整人節目一樣剪輯並公佈試音會時的影片。網友後來發現，市來光弘在先行上映會結束後，立刻就在Twitter上發表一堆發洩不滿的留言；而且也發現他曾經為了試音放棄出國參加電子格鬥遊戲的比赛。在和動畫相關的網路節目中，寺島拓篤和金元壽子也因為網路上的輿論而稍微提及此事件，但是他們的態度顯得不太尊重。因此，這些事情引起網友的憤怒及抵制，業界人士也對市來表達同情並指責動漫界不應該和演藝界一樣有這些惡俗化的套路。
風波不斷延燒，直接影響到和動畫收入有關的Blue-ray與DVD的預約情形出現大幅度的滑落，在網路商店亞馬遜日本更出現大規模給予負評的情況。幾乎所有參與本作的聲優都被激進網友質疑為何他們會任憑同行遭受這種惡質的對待。引起事件最大的矛頭則指向被認為決策權最大的企劃負責人山中隆弘。原因在於他早在負責《腹黑妹妹控兄記》動畫時，已對其他聲優做過類似的侮辱性行為。討論就在這時趨向失控，出現大量毫無事實根據的謠言。其中，山中隆弘旗下的歌手兼聲優喜多村英梨無辜遭受4chan網友的騷擾而被迫關閉Twitter。然而，網友都有著不遷怒原作的共識，鼓勵眾人繼續購買原作輕小說，不過拒買所有跟動畫有關的周邊商品。
本作的動畫製作人即製作公司SILVER LINK.的社長金子逸人曾在Twitter上發表很長的道歉文，但之後被快速刪除。9月2日，官方網站正式發布道歉聲明，但最後一段強調「節目影片編輯和上傳有違法性」和「保留法律追究權利」之類的字眼，被人指出是在推卸責任。相關聲優随後也陸續發表道歉聲明，而市來光弘也出來指出事情存有誤會。市來此舉可能是製作群給予壓力所致。而被認為是導火線的eufonius在不久之後就宣佈停止活動，所演唱的主題曲也在Blue-ray與DVD中刪除。

## 遊戲
心連·情結 隨機預知
平台：PSP
類型： 愛與青春的五角形冒險遊戲
製作公司：BANDAI NAMCO
發售日期：2012年11月22日（延期發售）
- 主題曲「future indication」

作詞：riya，作曲、編曲：菊地創，歌：eufonius

## 外部連結
- FB CollectDrama系列官方網頁（日語）
- 漫畫《心連·情結》網頁（Fami通Comic Clear） （页面存档备份，存于）（日語）
- 電視動畫《心連·情結》官方網頁 （页面存档备份，存于）（日語）
- 《心連·情結 隨機預知》官方網頁 （页面存档备份，存于）（日語）